# Kommissarin Heller: Nachtgang
Nachtgang ist ein deutscher Fernsehfilm von Christiane Balthasar aus dem Jahr 2016. Es handelt sich um den 6. Filmbeitrag der Kriminalfilmreihe Kommissarin Heller.
Bei einem Einsatz kommt eine Polizistin ums Leben. Winnie Heller ermittelt in diesem Fall in den eigenen Reihen.

## Handlung
Kommissarin Winnie Heller zieht sich durch ein eigenmächtiges Handeln bei einem Einsatz den Unmut des Einsatzleiters zu, obwohl ihre Aktion den Erfolg gesichert hatte. Am Abend wird in der Polizeikantine ausgiebig der Ausstand eines Kollegen gefeiert. Dabei beobachtet Heller einen Streit zwischen zwei Polizeikollegen, misst dem aber zunächst keine weitere Bedeutung bei. Als jedoch später am selben Abend die Polizistin Bettina Feldmann bei einem Einsatz schwer verletzt wird und in der Folge stirbt, ist Heller davon überzeugt, dass die Polizistin in eine Falle gelockt wurde. Offiziell übernimmt in diesem Fall die interne Abteilung die Ermittlungen. Trotzdem kann Heller sich nicht zurückhalten und stellt den Polizeikollegen einige unangenehme Fragen. Da es jede Menge aktenkundige Beschwerden gegen die Kollegen des Opfers gibt, sieht Heller darin ein mögliches Motiv. Insbesondere Yvonne Burger und Ronnie Behrens erscheinen ihr verdächtig, da die beiden ihrer Überzeugung nach inoffizielle Geschäfte mit Drogendealern tätigen.
Mit diesen Verdächtigungen begibt sie sich selber in Gefahr. Sie wird eines Nachts von drei maskierten Personen überfallen. Dank des Eingreifens von Hellers Kollegen Verhoeven wird die Kommissarin nur leicht verletzt und Yvonne Burger wird enttarnt. Doch stellt sich heraus, dass sie nichts mit dem Tod von Bettina Feldmann zu tun hat. Schließlich kann Kommissarin Heller den Polizeikollegen Wolfram Becker überführen. Er hatte mit Bettina Feldmann eine Affäre und zeugte dabei ungewollt ein Kind. Während er auf Abtreibung drängte, sah sie darin einen Neuanfang. Sie erpresste Becker und forderte Geld, sodass er sich nicht anders zu helfen wusste und sie bei dem Nachteinsatz erschlagen hatte. Als die Kommissarin Becker zu Hause aufsucht und ihm mitteilt, dass sie weiß, dass er der Mörder ist, erschießt sich dieser mit seiner Dienstwaffe.

## Trivia
Als Requisit zur Stimmanalyse des Notrufs wurde ein Messgerät für eine Automatische Wähleinrichtung für Datenverbindungen fälschlicherweise benutzt (Zeit 33:40 Uhr).

## Produktionsnotizen
Nachtgang wurde am 17. September 2016 um 20:15 Uhr im ZDF erstausgestrahlt.

## Kritik
Die Kritiker der Fernsehzeitschrift TV Spielfilm vergaben die bestmögliche Wertung (Daumen nach oben) und befanden: „Raue, actionlastige Episode ohne Sperenzchen.“